# 卡賈斯芒廷 (北卡羅萊納州)
卡賈斯芒廷（英語：Cajah's Mountain）是一個位於美國北卡羅萊納州考德威爾縣的城鎮。

## 人口
根據2020年美國人口普查的數據，卡賈斯芒廷的面積為8.78平方千米，皆為陸地。當地共有人口2722人，而人口密度為每平方千米310人。